# Вернер, Тимо
Ти́мо Ве́рнер (нем. Timo Werner; немецкое произношение: [ˈtiːmoː ˈvɛɐ̯nɐ]; род. 6 марта 1996, Штутгарт) — немецкий футболист, нападающий клуба «РБ Лейпциг».
В 2013 году, впервые дебютировав в профессиональном футболе в составе «Штутгарта», Вернер стал самым молодым игроком, когда-либо выходившим на поле в составе этого клуба в еврокубках, немногим позже став самым молодым автором забитого мяча в истории «швабов». Проведя более ста матчей за клуб Вернер перешёл в «РБ Лейпциг» в 2016 году. Тимо стал самым молодым игроком, достигшим отметки в 100 и 150 матчей в Бундеслиге.
Забив немалое количество мячей на молодёжном международном уровне Вернер дебютировал за основную сборную Германии в 2017 году. В том же году он помог своей сборной выиграть Кубок конфедераций в России, по итогам турнира Вернер получил «Золотую бутсу».

## Ранние годы
Родился в Штутгарте, играл в детской команде «Штайнхальденфельд», затем присоединился к академии «Штутгарта». К концу нулевых считался одним из самых талантливых воспитанником «швабов». С 2010 года регулярно вызывался в сборные Германии различных возрастов, везде являясь основным бомбардиром. В сезоне 2012/13 среди юношеских команд Германии в составе «Штутгарта» стал лучшим бомбардиром дивизиона Юг/Юго-Запад. С 2012 по 2013 год забил 16 голов в 18 матчах сборной до 17 лет. Подобный прогресс помог Тимо дебютировать в основном составе «Штутгарта».

## Клубная карьера

### «Штутгарт»
1 августа 2013 года вышел в стартовом составе квалификационного поединка Лиги Европы против «Ботева». На тот момент Тимо было всего 17 лет, 148 дней, что делало его самым молодым дебютантом «Штутгарта» в еврокубках. Тремя днями позже провёл свой первый матч в Кубке Германии в игре против берлинского «Динамо».
В течение следующих четырёх месяцев Вернер продолжал регулярно появляться на поле. 1 сентября впервые появился в стартовом составе матча Бундеслиги. Это был поединок против «Хоффенхайма», в котором 17-летний форвард отдал две голевые передачи. Первый гол не заставил себя ждать: 22 сентября Вернер принёс «швабам» ничью в домашнем матче против франкфуртского «Айнтрахта», поразив ворота Кевина Траппа на 16 минуте. 10 ноября Вернер смог внести своё имя в летопись Бундеслиги, забив два мяча в ворота «Фрайбурга». Он стал самым молодым автором дубля в 53-летней истории немецкого первенства. После этого события наставник «Штутгарта» Томас Шнайдер отметил хладнокровие и рассудительность юного бомбардира и предрёк ему яркую карьеру:
Вернер способен сохранять хладнокровие и не обращать внимания на шумиху вокруг своей персоны. Я не беспокоюсь за Тимо, потому что достаточно хорошо его знаю и понимаю, что творится в его голове. Он имеет все данные для того, чтобы стать успешным игроком.
Во второй половине сезона 2013/14 Вернер потерял место в основе «Штутгарта», окончив сезон с девятью баллами по системе гол+пас и получив звание лучшего молодого игрока команды.
В сезоне 2014/15 Вернер не сбавлял оборотов. Он забил по голу в ворота «Байера» и «Айнтрахта». Особенно важным получился гол в ворота франкфуртского коллектива. Тимо вышел на замену при счете 4:3 и на 81-й сравнял счет. Через три минуты его партнер по атаке Кристиан Гентнер забил пятый гол, принеся «Штутгарту» победу со счетом 5:4.
20 февраля 2015 года Тимо установил ещё один рекорд Бундеслиги. Выйдя на поле в поединке против дортмундской «Боруссии», Тимо стал самым молодым игроком, достигшим отметки в 50 сыгранных матчей в Бундеслиге. Вернер продолжил набирать массу в СМИ, а вот «Штутгарт» был всё ближе к дебютному вылету из высшего дивизиона. Лишь благодаря победе над «Пандеборном» в последнем туре «швабы» избежали стыковых матчей, Вернер в том матче вышел лишь на последних минутах. Летом 2015 года в услугах Тимо, по сообщениям The Telegraph, был заинтересован «Тоттенхэм Хотспур», однако конкретных предложений не последовало, поэтому он остался в «Штутгарте» ещё на один сезон.
Сезон 2015/16 стал первым по-настоящему полноценным для Вернера. Он сыграл в 33 матчах Бундеслиги, забил шесть голов и раздал четыре голевые передачи. Однако на этот раз «Штутгарт» не спасся, заняв последнее место в турнирной таблице. А уже 15 июня стало известно, что Тимо отправляется в «РБ Лейпциг».

### «РБ Лейпциг»
Клуб подписал с игроком контракт на четыре года. Несмотря на относительно молодой возраст (игроку было всего 20 лет), Вернер стал одним из самых опытных игроков того состава «Лейпцига», имея за своими плечами более 80 матчей в высшем дивизионе Германии, в то время как большая часть игроков «быков» вообще не выступали на таком уровне.
Свой первый матч за «Лейпциг» провёл 28 августа против «Хоффенхайма» (2:2). В первых трех встречах Вернер ничем полезным не отметился, поэтому поединок против «Гамбурга» начал на скамейке запасных. Однако, получив свой шанс после перерыва, Вернер забил два гола и отдал один результативный пас, принеся «быкам» победу со счетом 4:0. В следующем туре он вышел в стартовом составе, забив гол в ворота мёнхенгладбахской Боруссии (1:1). 26 сентября 2016 года, сыграв в матче против «Кёльна», Вернер стал самым молодым игроком, достигшим отметки в 100 матчей в Бундеслиге, на тот момент ему было 20 лет и 203 дня. В 2019 году данный рекорд побил Кай Хаверц. Лучший игрок Бундеслиги в ноябре 2016 года. В составе своей новой команды в сезоне 2016/17 Тимо стал вице-чемпионом Бундеслиги и занял четвёртое место в списке лучших бомбардиров лиги и первое среди немецких игроков.
В марте 2018 года, в матче против «Штутгарта», своего бывшего клуба, Вернер стал самым молодым игроком, достигшим отметки в 150 матчей в Бундеслиге, затмив рекорд Карла-Хайнца Кёрбеля. Через некоторое время в том же месяце Вернер забил победный матч в поединке с мюнхенской «Баварией», игра окончилась со счётом 2:1. В конечном счете Вернер закончил сезон, имея в своём активе 13 голов и 7 голевых передач.
7 октября 2018 года Вернер забил два мяча в победном матче против «Нюрнберга», что стало 50-м и 51-м голом Тимо в Бундеслиге. Матч окончился со счётом 6:0. В следующем месяце Вернер оформил дубль и в матче против «Герты» (3:0). 16 декабря немец достиг отметки в 10 голов в сезоне, забив ещё два мяча в ворота «Майнца» (4:1). 27 января 2019 года Вернер сыграл свой 100-й матч за «РБ Лейпциг», в котором «быки» одержали победу над «Фортуной» со счётом 4:0. 4 мая, в ничейном матче против «Майнца» (3:3), Тимо забил свой 50 гол в Бундеслиге за «РБ Лейпциг».
Свой первый хет-трик в Бундеслиге Тимо Вернеру удалось забить 30 августа 2019 года, когда «Лейпциг» обыграл мёнхенгладбахскую «Боруссию» со счётом 3:1. 5 октября, в матче против «Байера», Вернер сыграл 100-й матч в чемпионате за «РБ Лейпциг». В начале следующего месяца Тимо отличился ещё одним хет-триком, и, помимо этого, тремя голевыми передачами, благодаря чему помог «Лейпцигу» обыграть «Майнц», со счётом 8:0. 23 ноября Вернер стал самым молодым игроком, когда-либо достигшим отметки в 200 сыгранных матчей в Бундеслиге.

### «Челси»
18 июня 2020 года футбольный клуб «Челси» сообщил о достигнутой договорённости с Вернером. Немецкий нападающий должен был закончить сезон в Германии и присоединиться к «синим» в июле 2020 года. 24-летний немец сделал дубль в матче 5-го тура АПЛ с «Саутгемптоном» (3:2, второй тайм), забив первые голы за «Челси» в чемпионате Англии. Кроме того, форвард отметился голевым пасом на Кая Хавертца на 49-й минуте.
В матче 3-го тура группового этапа Лиги чемпионов лондонский «Челси» уверенно обыграл французский «Ренн» — 3:0. Встреча состоялась в Лондоне на стадионе «Стэмфорд Бридж». Уже по итогам первого тайма перед «Ренном» стояла практически невыполнимая задача — французы играли вдесятером и проигрывали со счётом 0:2. Оба мяча забил Тимо Вернер, оба гола были забиты с пенальти.
В матче против «Ренна» Вернер реализовал два пенальти из двух и многие отмечают, что он намного увереннее пробивает 11-метровые. Лэмпард уже успел объяснить своё решение сменить пенальтиста в команде и теперь свой комментарий по этому поводу дал сам Тимо: «Я думаю, что если нападающий хочет забивать как минимум 20 голов за сезон, то ему необходимо пробивать пенальти. Мне лично нужны эти возможности забить гол, зачастую все нападающие своих команд пробивают 11-метровые, по-другому никак. Пенальти — это потенциальные голы, которые по итогам сезона могут играть очень важную роль при оценке форварда, ведь все сразу смотрят на количество забитых голов и только потом на то, сколько же из них было забито с пенальти. То, что Жоржиньо согласился отдать право пробивать пенальти мне, говорит о том, что у нас нет эгоистов в команде, мы все команда и держимся вместе, я очень рад этому», — подытожил свой ответ Тимо Вернер.
Нападающий «Челси» Тимо Вернер отметился голом в матче против «Ньюкасл Юнайтед» 15 февраля 2021 года (2:0, первый тайм) в рамках Премьер-лиги. Таким образом прервалась безголевая серия немецкого футболиста, которая составила 13 матчей. До этого последний раз он забивал «Саутгемптону» в Премьер-лиге в ноябре.

### Возвращение в «РБ Лейпциг»
9 августа 2022 года Вернер подписал контракт со своим бывшим клубом «РБ Лейпциг» до 2026 года. Первый матч после возвращения провёл 13 августа 2022 года в 1-м туре чемпионата Германии против «Кёльна» (2:2), в котором вышел в стартовом составе, а на 36-й минуте забил мяч.

#### Аренда в «Тоттенхэм Хотспур»
9 января 2024 года перешёл в «Тоттенхэм Хотспур» на правах аренды с правом выкупа до конца сезона 2023/24. Дебютировал за клуб 14 января 2024 года в матче 21-го тура Премьер-лиги против «Манчестер Юнайтед» (2:2), выйдя в стартовом составе, а на 46-й минуте сделал голевую передачу на Родриго Бентанкура. Первый мяч за «Тоттенхэм» забил 2 марта 2024 года в матче 27-го тура Премьер-лиги против «Кристал Пэлас» (3:1). После завершения сезона 2023/24 «Тоттенхэм Хотспур» продлил аренду Вернера на сезон 2024/25. После окончания сезона 2024/25 «Тоттенхэм» не стал выкупать Вернера у «РБ Лейпциг». Всего за клуб провёл 41 матч и забил три мяча.

## Карьера в сборной
Вернер выступал за юношеские сборные Германии разных возрастов. В 2012 году участвовал в чемпионате Европы для игроков до 17 лет. В 2015 году Вернер занял второе место в голосовании на лучшего игрока до 19 лет, пропустив вперед защитника «Байера» Джонатана Та.
17 марта 2017 года был приглашен Йоахимом Лёвом в главную сборную Германии. Свои первые матчи в составе основной сборной провел 22 и 26 марта 2017 года против сборных Англии и Азербайджана соответственно.
17 мая Вернер был вызван в сборную Германии на Кубок конфедераций в России. В стартовой игре турнира против сборной Австралии Вернер заменил Сандро Вагнера по ходу матча 25 июня 2017 года Вернер сделал «дубль» в победной игре против сборной Камеруна в Сочи (3:1) и был признан лучшим игроком матча. Вернер стал единственным футболистом на турнире, которому удалось забить два мяча в одном матче групповой стадии. Четыре дня спустя Вернер забил третий гол своей сборной в полуфинальном матче против сборной Мексики, финальный счёт матча — 4:1. 2 июля Вернер отдал голевую передачу на Ларса Штиндля в финале турнира против сборной Чили, этот мяч стал победным. По итогам турнира, имея в своём активе три забитых мяча и две голевые передачи, Вернер был удостоен «Золотой бутсы».
4 июня 2018 года Вернер был включен в финальный состав сборной Германии на чемпионат мира 2018 года. 17 июня Вернер впервые сыграл на чемпионате мира, но сборная Германии проиграла сборной Мексики со счётом 0:1. Тимо выходил на поле и в остальных двух матчах группового этапа, но ни разу не смог забить, а сама немецкая сборная не смогла выйти в раунд плей-офф впервые с 1938 года.

## Личная жизнь
Тимо Вернер носит фамилию матери. Отец — Гюнтер Шу, в прошлом также профессиональный футболист. Футболист с детства испытывает проблемы с ушами — при сильном шуме у Тимо возникают сложности с кровообращением и кружится голова. Из-за этого игрок часто теряет концентрацию во время игр на заполненных стадионах. Иногда Вернер впадает в предобморочное состояние.
Показательным стал матч Лиги чемпионов со стамбульским «Бешикташем», во время которого Тимо попросил замену из-за плохого самочувствия. Вернер не выходил на несколько следующих матчей из-за произошедшего во время встречи с «Бешикташем». Вскоре Marca сообщила, что после этого случая «Реал», несмотря на явную нехватку нападающих, решил отложить вариант подписания немецкого форварда.
В настоящее[какое?] время Тимо находится в отношениях с фигуристкой Джулией Наглер.

## Статистика выступлений

### Клубная статистика
| Клуб                  | Сезон                 | Лига | Лига | Кубки | Кубки | Еврокубки | Еврокубки | Прочие | Прочие | Итого | Итого |
| Клуб                  | Сезон                 | Игры | Голы | Игры  | Голы  | Игры      | Голы      | Игры   | Голы   | Игры  | Голы  |
| --------------------- | --------------------- | ---- | ---- | ----- | ----- | --------- | --------- | ------ | ------ | ----- | ----- |
| Штутгарт              | 2013/14               | 30   | 4    | 2     | 0     | 2         | 0         | —      | —      | 34    | 4     |
| Штутгарт              | 2014/15               | 32   | 3    | 1     | 0     | —         | —         | —      | —      | 33    | 3     |
| Штутгарт              | 2015/16               | 33   | 6    | 3     | 1     | —         | —         | —      | —      | 36    | 7     |
| Штутгарт              | Итого                 | 95   | 13   | 6     | 1     | 2         | 0         | —      | —      | 103   | 14    |
| РБ Лейпциг            | 2016/17               | 31   | 21   | 1     | 0     | —         | —         | —      | —      | 32    | 21    |
| РБ Лейпциг            | 2017/18               | 32   | 13   | 2     | 1     | 11        | 7         | —      | —      | 45    | 21    |
| РБ Лейпциг            | 2018/19               | 30   | 16   | 4     | 3     | 3         | 0         | —      | —      | 37    | 19    |
| РБ Лейпциг            | 2019/20               | 34   | 28   | 3     | 2     | 8         | 4         | —      | —      | 45    | 34    |
| РБ Лейпциг            | Итого                 | 127  | 78   | 10    | 6     | 22        | 11        | —      | —      | 159   | 95    |
| Челси                 | 2020/21               | 35   | 6    | 5     | 2     | 12        | 4         | —      | —      | 52    | 12    |
| Челси                 | 2021/22               | 21   | 4    | 9     | 3     | 5         | 4         | 2      | 0      | 37    | 11    |
| Челси                 | Итого                 | 56   | 10   | 14    | 5     | 17        | 8         | 2      | 0      | 89    | 23    |
| РБ Лейпциг            | 2022/23               | 27   | 9    | 5     | 5     | 8         | 2         | —      | —      | 40    | 16    |
| РБ Лейпциг            | 2023/24               | 8    | 2    | 2     | 0     | 4         | 0         | —      | —      | 14    | 2     |
| РБ Лейпциг            | Итого                 | 35   | 11   | 7     | 5     | 12        | 2         | —      | —      | 54    | 18    |
| Всего за «РБ Лейпциг» | Всего за «РБ Лейпциг» | 162  | 89   | 17    | 11    | 34        | 13        | —      | —      | 213   | 113   |
| → Тоттенхэм Хотспур   | 2023/24               | 13   | 2    | 1     | 0     | 0         | 0         | —      | —      | 14    | 2     |
| Всего за карьеру      | Всего за карьеру      | 326  | 114  | 38    | 17    | 53        | 21        | 2      | 0      | 421   | 152   |

### Международная статистика
| Сборная  | Год   | Отборочные матчи ЧМ | Отборочные матчи ЧМ | Финальные матчи ЧМ | Финальные матчи ЧМ | Отборочные матчи ЧЕ | Отборочные матчи ЧЕ | Финальные матчи ЧЕ | Финальные матчи ЧЕ | Товарищеские матчи | Товарищеские матчи | Матчи Кубка конфедераций | Матчи Кубка конфедераций | Матчи Лиги наций | Матчи Лиги наций | Итого | Итого |
| Сборная  | Год   | Игры                | Голы                | Игры               | Голы               | Игры                | Голы                | Игры               | Голы               | Игры               | Голы               | Игры                     | Голы                     | Игры             | Голы             | Игры  | Голы  |
| -------- | ----- | ------------------- | ------------------- | ------------------ | ------------------ | ------------------- | ------------------- | ------------------ | ------------------ | ------------------ | ------------------ | ------------------------ | ------------------------ | ---------------- | ---------------- | ----- | ----- |
| Германия | 2017  | 3                   | 3                   | —                  | —                  | —                   | —                   | —                  | —                  | 3                  | 1                  | 4                        | 3                        | —                | —                | 10    | 7     |
| Германия | 2018  | —                   | —                   | 3                  | 0                  | —                   | —                   | —                  | —                  | 6                  | 1                  | —                        | —                        | 4                | 1                | 13    | 2     |
| Германия | 2019  | —                   | —                   | —                  | —                  | 5                   | 2                   | —                  | —                  | —                  | —                  | —                        | —                        | 1                | 0                | 6     | 2     |
| Германия | 2020  | —                   | —                   | —                  | —                  | —                   | —                   | —                  | —                  | —                  | —                  | —                        | —                        | 6                | 4                | 6     | 4     |
| Германия | 2021  | 3                   | 0                   | —                  | —                  | 5                   | 5                   | 3                  | 0                  | 1                  | 1                  | —                        | —                        | —                | —                | 12    | 6     |
| Германия | 2022  | —                   | —                   | —                  | —                  | —                   | —                   | —                  | —                  | 2                  | 1                  | —                        | —                        | 6                | 2                | 8     | 3     |
| Германия | 2023  | —                   | —                   | —                  | —                  | —                   | —                   | —                  | —                  | 2                  | 0                  | —                        | —                        | —                | —                | 2     | 0     |
| Итого    | Итого | 6                   | 3                   | 3                  | 0                  | 10                  | 7                   | 3                  | 0                  | 14                 | 4                  | 4                        | 3                        | 17               | 7                | 57    | 24    |

## Достижения

### Командные
«Челси»
- Победитель Лиги чемпионов УЕФА: 2020/21
- Обладатель Суперкубка УЕФА: 2021
- Победитель Клубного чемпионата мира: 2021

«РБ Лейпциг»
- Обладатель Кубка Германии: 2022/23
- Обладатель Суперкубка Германии: 2023

«Тоттенхэм Хотспур»
- Победитель Лиги Европы УЕФА: 2024/25

Сборная Германии (до 17 лет) 
- Серебряный призёр Чемпионата Европы среди юношей (до 17 лет): 2012

Сборная Германии
- Обладатель Кубка конфедераций: 2017

### Личные
- Лучший бомбардир юношеских команд Германии (дивизион Юг/Юго-Запад): 2013[источник не указан 619 дней]
- Золотая медаль Фрица Вальтера (игроки до 17 лет): 2013
- Серебряная медаль Фрица Вальтера (игроки до 19 лет): 2015
- Золотая бутса Кубка конфедераций: 2017[55]
- Входит в «команду сезона» Лиги Европы УЕФА: 2017/18[64]

### Рекорды

#### Бундеслига
- Самый молодой игрок, оформивший «дубль» в матче Бундеслиги: 17 лет и 249 дней[9]
- Самый молодой игрок, достигший отметки в 150 матчей в Бундеслиге: 22 года и 5 дней[24]
- Самый молодой игрок, достигший отметки в 200 матчей в Бундеслиге: 23 года и 268 дней[35]

#### «Штутгарт»
- Самый молодой игрок, сыгравший в официальном матче: 17 лет и 148 дней[5]
- Самый молодой игрок, сыгравший в матче еврокубка: 17 лет и 148 дней[5]
- Самый молодой игрок, сыгравший в матче Кубка Германии: 17 лет и 151 день[8]
- Самый молодой игрок, сыгравший в матче Бундеслиги: 17 лет и 164 дня[8]
- Самый молодой игрок, забивший в официальном матче: 17 лет и 219 дней[8]